# Орєховець (Нижньогородська область)
Орєховець (рос. Ореховец) — село в Дивеєвському районі Нижньогородської області Російської Федерації.
Населення становить 322 особи. Входить до складу муніципального утворення Верякуська сільрада.

## Історія
Від 2009 року входить до складу муніципального утворення Верякуська сільрада.

## Населення
| 2002 | 2010 |
| ---- | ---- |
| 380  | ↘322 |